# Ipersurrenalismo
Per ipersurrenalismo o ipercorticalismo in campo medico si intende un esagerato aumento riguardante la produzione di ormoni corticosteroidei da parte delle ghiandole surrenali, comportando la sindrome di Cushing.

## Patologie correlate
L'elevata produzione porta una serie di deficienza all'organismo:
- Ipertensione
- Obesità
- Diabete mellito
- Osteoporosi

Inoltre anche la pelle risulta provata da questa anomalia, e si mostrano striature lungo il corpo.

## Eziologia
Fra le cause si riscontrano.
- Forme tumorali (adenoma, carcinoma)
- Iperplasia surrenalica secondaria
- Somministrazione di farmaci come i cortisonici.

| Controllo di autorità | Thesaurus BNCF 43628 · LCCN (EN) sh85063664 · BNF (FR) cb123742556 (data) · J9U (EN, HE) 987007536185705171 |